# Glycyphana unimaculata
Glycyphana unimaculata är en skalbaggsart som beskrevs av Renaud Maurice Adrien Paulian 1960. Glycyphana unimaculata ingår i släktet Glycyphana och familjen Cetoniidae. Inga underarter finns listade i Catalogue of Life.